# Mike Davis (historien)
Pour les articles homonymes, voir Mike Davis et Davis.
Mike Davis, né le 10 mars 1946 à Fontana (Californie) et mort le 25 octobre 2022 à San Diego (Californie), est un écrivain, un militant politique, un théoricien urbain, un géographe et un historien américain.
Il est surtout connu pour ses enquêtes sur le pouvoir et les classes sociales dans le sud de la Californie.

## Biographie

### Jeunesse et formation
Mike Davis grandit près de San Diego en Californie dans une famille modeste. Il débute comme ouvrier des abattoirs comme son père puis entreprend des études et s'intéresse au marxisme. Il quitte la Californie à 18 ans et se rend à New York où il rejoint la Students for a Democratic Society, une organisation étudiante de gauche radicale.
De 1968 à 1969, il rejoint le Parti communiste. Pour vivre, il est conducteur de camions de 1969 à 1973 avant de reprendre des études à la trentaine à l’université de Californie à Los Angeles (UCLA). Dans les années 1980, il est membre de la New Left Review, puis de la Socialist Review.

### Carrière universitaire
En 1987, il obtient un poste d'enseignant une journée par semaine à l'UCLA. Il étudie de nombreux sujets, et notamment la lutte des classes à travers l'étude des problèmes fonciers de Los Angeles, le développement des bidonvilles et la militarisation de la vie sociale à travers les mesures sécuritaires.
Il est professeur d'histoire à l'université de Californie à Irvine, membre du comité de rédaction de la New Left Review et collaborateur de la Socialist Review, revue du Socialist Workers Party britannique.

## Travaux
Mike Davis a notamment écrit : 
- Génocides tropicaux (2000), où il fait le lien entre l'économie politique et le colonialisme au XIXe siècle et des phénomènes climatiques d'échelle mondiale, en particulier le phénomène El Niño : en comparant les épisodes El Niño à différentes époques et dans différents pays, Mike Davis explore les conséquences du colonialisme et de l'introduction du capitalisme, et leur lien avec la famine des populations locales.
- Le pire des mondes possibles (2003) où il dénonce les politiques urbaines et économiques qui ont favorisé le développement de l'habitat informel[5] ;
- Le Stade Dubaï du capitalisme[6] (2007), livre construit à partir d'arguments qui relèvent de la critique dite « sociale » (domination d'une classe sociale sur l'autre, dénonciation de la misère, de la pauvreté, de l'exclusion) et spatiale (gestion territoriale selon des objectifs de profitabilité).

### Contribution à la géographie radicale
« Comme toujours chez Mike Davis, la réflexion est radicale, contestable, édifiante et stimulante. »

Mike Davis en spécialiste de l'urbain, apporte une vision alarmante mettant en cause les « politiques de la ville » souvent synonyme de fragmentation et de ségrégation spatiale. Davis a participé à une prise de conscience mondiale au sujet de la précarité et des conditions de vies exécrables dans lesquelles vivent un nombre de plus en plus important d'urbains. Il s'inscrit donc dans un courant plus général, la géographie radicale qui place le « droit à la ville » au centre de toute politique urbaine réellement démocratique.
En perte d'influence après la chute des démocraties populaires, la géographie radicale a connu un renouveau dans les années 2000, renouveau porté entre autres par David Harvey, Mike Davis ou Wendy Brown, en mettant en valeur une pluralité disciplinaire (géographie, histoire, sociologie, science politique) favorisant ainsi l'émergence d'un point de vue transversal.

### Génocides tropicaux
« des millions de personnes sont mortes, non pas en dehors du “système mondial moderne”, mais dans le processus même d'incorporation forcée dans ses structures économiques et politiques. Elles sont mortes à l'âge d'or du capitalisme libéral ; en fait, beaucoup ont été assassinées [...] par l'application théologique des principes sacrés de Smith, Bentham et Mill. »

Le livre étudie les conséquences du colonialisme et de l'introduction du capitalisme au cours des famines liées aux épisodes El Niño de 1876-1878, 1896-1897 et 1899-1902 en Inde, en Chine, au Brésil, en Éthiopie, en Corée, au Vietnam, aux Philippines, et en Nouvelle-Calédonie. Il met l'accent sur la manière dont le colonialisme et le capitalisme dans divers territoires colonisés, en particulier l'Inde britannique, ont accru la pauvreté et la faim en milieu rural, alors que les politiques économiques exacerbaient la famine : selon Mike Davis, ces administrations ont délibérément sacrifié la sécurité alimentaire de ces territoires colonisés en organisant et maintenant l'exportation de quantités massives de nourriture et de matières premières agricoles vers la métropole alors que les populations locales mouraient de faim. La principale conclusion du livre est que 30 à 60 millions de personnes à travers le monde sont mortes à peu près en même temps dans d'épouvantables famines vers la fin du XIXe siècle, et que cette « négligence active » des administrations coloniales et leur foi aveugle dans les dogmes du libre-échange ont une très lourde responsabilité dans le bilan effroyable de ces famines.
Le livre a remporté le prix du livre de la World History Association en 2002.

### Le pire des mondes possibles
« Pour mortels et dangereux qu'ils soient, les bidonvilles ont devant eux un avenir resplendissant. »

Page 156 de son livre, c'est par cette phrase que Mike Davis envisage la croissance urbaine d'ici 2030, la croissance des bidonvilles étant plus soutenue que l'urbanisation au niveau mondial. Cet ouvrage regroupe toute une série d'exemples sur les conditions de vie au sein des bidonvilles (chap. 6, pp. 126 à 155, « Ecologie des Bidonvilles »), leurs causes, Davis y incrimine tour à tour l'État (chap. 3, pp. 53 à 73, « La trahison de l'Etat ») ainsi que le FMI et la Banque mondiale (chap. 7, pp. 156 à 178, « La mise au pas du tiers monde »), les mécanismes de production de ces espaces et les moyens d'agir de leurs habitants. Mike Davis argumente son engagement dans une interview à la revue Vacarme (disponible en ligne)  : 

« Il y a là un enjeu fondamental, dans un monde destiné à devenir de plus en plus urbain, et où 90 % des villes seront situées dans les pays en développement : la recherche de nouvelles formes de moyens d’agir pour des millions et des millions de personnes qui, tout en étant marginalisées, peuvent néanmoins peser sur l’économie-monde, grâce à leur capacité à bloquer les villes. »

Il y annonce aussi le but de cet ouvrage qui est d'attirer l'attention sur le rapport « The Challenge of Slums », publié en octobre 2003 par le Programme des Nations unies pour les établissements humains (ONU-Habitat). Selon ce même rapport 32 % de la population urbaine mondiale vit dans un bidonville.
Cet ouvrage soulève de nombreuses réactions. Tout d'abord dans la définition même du terme « bidonville ». Sont-ce des constructions informelles en périphérie faites de tôles et autres matériaux de récupération ? Sont-ce des habitations coloniales de centre ville désormais partagées et taudifiées, comme le prétend Bruno Astarian dans Laboratoire Urbanisme Insurrectionnel? En effet, la traduction française du mot slum, c'est-à-dire « bidonville », apparaît plus restrictive et fait référence aux constructions informelles et précaires des périphéries. Des typologies, telle celle d'Odette et Alain Vaguet, en montrent la diversité.
Selon un avis critique de Bruno Astarian, Mike Davis nous mène tout au long de son ouvrage dans de nombreux bidonvilles — comme Kibera à Nairobi, la Cité des Morts au Caire, ou Dharavi à Bombay —,  mais il manquerait dans ces descriptions à la fois sordides et édifiantes une vision d'ensemble. C'est ainsi que des questions importantes telles que la propriété des bidonvilles, leur économie de reproduction ou le rôle des ONG présentes, ne seraient évoquées que ponctuellement : « Ces réponses sont toujours tirées de recherches qui ne concernent qu’une zone, qu’une ville ou qu’un bidonville à une époque donnée ».

## Publications

### En anglais
- Beyond Blade Runner: Urban Control, The Ecology of Fear (1992)
- Prisoners of the American Dream: Politics and Economy in the History of the U.S. Working Class (1986, 1999)
- City of Quartz: Excavating the Future in Los Angeles (1990, 2006)
- Ecology of Fear: Los Angeles and the Imagination of Disaster (2000)
- Magical Urbanism: Latinos Reinvent the US City (2000)
- Late Victorian Holocausts: El Niño Famines and the Making of the Third World (2001)
- The Grit Beneath the Glitter: Tales from the Real Las Vegas, édité avec Hal Rothman (2002)
- Dead Cities, And Other Tales (2003)
- Under the Perfect Sun: The San Diego Tourists Never See, avec Jim Miller et Kelly Mayhew (2003)
- The Monster at Our Door: The Global Threat of Avian Flu (2005)
- Planet of Slums: Urban Involution and the Informal Working Class (2006)
- No One Is Illegal: Fighting Racism and State Violence on the U.S.-Mexico Border, avec Justin Akers Chacon (2006)
- Buda's Wagon: A Brief History of the Car Bomb (2007)
- In Praise of Barbarians: Essays against Empire (2007)
- Evil Paradises: Dreamworlds of Neoliberalism, édité avec Daniel Bertrand Monk (2007)
- Old Gods, New Enigmas: Marx's Lost Theory (2018)

### Autres
- (es) ¿Quién mató a Los Ángeles? (1994)
- (de) Casino Zombies und andere Fabeln aus dem Neon-Westen der USA (1999)
- (it) Cronache Dall’Impero (2005)

### En français
- Le Monstre est parmi nous - Pandémies et autres fléaux du capitalisme, trad. de l'anglais par Léa Nicolas-Teboul, Éditions Divergences, 2021.
- City of Quartz : Los Angeles, capitale du futur [« City of Quartz:Excavating the Future in Los Angeles »] (trad. de l'anglais par Michel Dartevelle et Marc Saint-Upéry), La Découverte, 1997, 2006
- Génocides tropicaux : Catastrophes naturelles et famines coloniales. Aux origines du sous-développement [« Late Victorian Holocausts: El Niño Famines and the Making of the Third World »] (trad. de l'anglais par Marc Saint-Upéry), La Découverte, 2003, 479 p. (ISBN 978-2-7071-3606-0)
- Le Pire des mondes possibles : de l'explosion urbaine au bidonville global [« Planet of Slums: Urban Involution and the Informal Working Class »] (trad. de l'anglais par Jacques Mailhos), Paris, La Découverte, 2006, 249 p. (ISBN 978-2-7071-4915-2)
- Au-delà de Blade Runner : Los Angeles et l'imagination du désastre [« Beyond Blade Runner: Urban Control, The Ecology of Fear »] (trad. de l'anglais par Arnaud Pouillot), Allia, 2006, 154 p. (ISBN 978-2-84485-204-5, lire en ligne)
- Petite Histoire de la voiture piégée [« Buda's Wagon: A Brief History of the Car Bomb »] (trad. de l'anglais par Marc Saint-Upéry), Paris, Zones, 2006, 247 p. (ISBN 978-2-35522-004-3)
- Le stade Dubaï du capitalisme (trad. de l'anglais par Hugues Jallon et Marc Saint-Upéry), Paris, Les Prairies ordinaires, 2007, 87 p. (ISBN 978-2-35096-011-1)
- Paradis infernaux : Les villes hallucinées du néo-capitalisme [« Evil Paradises: Dreamworlds of Neoliberalism »] (trad. de l'anglais par Étienne Dobenesque et Laure Manceau), Paris, Les Prairies ordinaires, 2008, 315 p. (ISBN 978-2-35096-007-4)
- Dead cities (trad. de l'anglais par Maxime Boidy et Stéphane Roth), Paris, Les Prairies ordinaires, 2009, 137 p. (ISBN 978-2-35096-007-4)
- Soyez réalistes, demandez l'impossible, Les Prairies ordinaires, 2012, 80 p. (ISBN 978-2-35096-057-9)